# Clínicament morta
Clínicament morta (títol original: Braindead) és una pel·lícula que barreja els gèneres de terror i comèdia amb gore, estrenada el 1992 i dirigida per Peter Jackson. Va tenir un pressupost de 3 milions de dòlars, seguint la línia gore de pel·lícules com ara Mal gust i Meet the Feebles fetes per Jackson. És considerada com una de les pel·lícules més sagnants de la història. Ha estat doblada al català.

## Argument
La pel·lícula es troba ambientada a Nova Zelanda durant els anys 1950, i és protagonitzada per Lionel Cosgrove (Timothy Balme), un jove que viu al costat de la seva sobreprotectora mare (Elizabeth Moody), fent tot el que aquesta li ordena. Lionel s'enamora de Paquita (Diana Peñalver), una jove que treballa en una botiga de la ciutat. Un dia, la mare de Lionel els segueix d'amagat a ell i a Paquita fins al zoològic, on és mossegada accidentalment en el braç per un mico-rata de Sumatra. La mossegada de l'animal la va convertint lentament en un zombi. Lionel està horroritzat, però de totes maneres té cura d'ella com ho feia abans.
El jove tracta de portar una vida normal amb la seva mare, calmant-la amb tranquilizants que aconsegueix d'un veterinari. Tot i que la seva mare assassina una infermera i es menja el gos de Paquita, Lionel roman al seu costat, intentant que ningú s'adoni d'aquesta situació. La mare de Lionel comença a infectar més persones (entre ells, un sacerdot) i Lionel tanca els zombis al soterrani de casa seva. Les criatures són descobertes per Less (Ian Watkin), oncle de Lionel, que li fa xantatge perquè li doni el testament de la seva mare o informarà les autoritats del succés. Mentre el seu oncle organitza una festa a la casa, Lionel injecta als zombis amb verí per desfer-se d'ells. No obstant això, el verí resulta ser un estimulant animal, i les criatures adquireixen més poder.
Els zombis aconsegueixen sortir del soterrani i comencen a assassinar els convidats de la festa. El clímax de la pel·lícula mostra Lionel enfrontant-se a les criatures armat amb una talladora de gespa. Després de derrotar-los, la seva mare muta en un monstre gegantesc i atrapa Lionel en el seu abdomen. El jove surt en una espècie de segon naixement, tallant l'abdomen del monstre. Finalment, la mare de Lionel mor en ser absorbida per les flames de la casa.

## Repartiment
- Timothy Balmecita: Lionel Cosgrove
- Diana Peñalver: Paquita María Sánchez
- Elizabeth Moody: Vera Cosgrove
- Ian Watkin: Oncle Els Kalkon
- Brenda Kendall: Infermera Emma McTavish
- Stuart Devenie: Pare Jon McGruder
- Jed Brophy: Thomas Jacob Randell
- Stephen Papps: Zombie Jon McGruder
- Murray Keane: Pete Otis
- Glenis Levestam: Sra. Nora Matheson
- Lewis Rowe: Sr. Albert Matheson
- Elizabeth Mulfaxe: Rita Bridell
- Harry Sinclair: Roger Tryton
- Davina Whitehouse: Mary Sánchez
- Silvio Famularo: Slaver Don Sánchez

## Producció
Després de finalitzar la pel·lícula Mal gust (1987), Jackson tenia planejat dirigir una nova cinta de terror. No obstant això, a causa de problemes de finançament va decidir fer Meet the Feebles (1990), una cinta protagonitzada per marionetes que barrejava violència i sexe. Gràcies a la recaptació d'aquella cinta, el director va poder concretar Braindead. Jackson era un fanàtic de les pel·lícules que involucraven zombis, influenciat pel treball de directors com George A. Romero, Sam Raimi i Stuart Gordon.
El guió va ser escrit per Jackson, Stephen Sinclair i Frances Walsh, que van treballar junts a més en Meet the Feebles. Encara que la pel·lícula està ambientada en els anys 1950, les primeres versions del guió no recollien aquesta idea. Segons Jackson, la decisió va ser presa per fer més convincent l'actitud de Lionel enfront de la seva mare: «Sentim, amb raó o sense, que si era contemporani, les audiències més joves pensarien que ell era un complet idiota […] però si l'ambientàvem en els 50, seria una mica més comprensible».
L'elecció de Diana Peñalver respon a una decisió personal de Jackson, que li va proposar el paper després de veure-la en L'any de les llums (dirigida per Fernando Trueba) en el Festival de Cannes. El personatge que li tocava interpretar era d'origen llatí i l'actriu va haver de viatjar a Londres per perfeccionar el seu nivell d'anglès. El nom «Paquita Sánchez» és un homenatge a l'àvia de Peñalver, mentre que el del gos, «Fernando», fa referència a Fernando Trueba.

## Estrena
La pel·lícula va ser estrenada el 13 d'agost de 1992 a Nova Zelanda. Va ser presentada a més en diversos festivals de cinema, com els de Fantasporto, Múnic, Sundance i Toronto. La cinta va ser estrenada el 12 de febrer de 1993 als Estats Units, sota el títol Dead Alive.

### Censura
En alguns països com Austràlia i Gran Bretanya, la cinta va ser mostrada sense talls. En altres països on es van tallar algunes parts massa violentes com a Alemanya, la pel·lícula va arribar als 94 minuts.
Als Estats Units una versió va ser tallada fins als 85 minuts, mentre que una altra fins als 97.

## Rebuda
Braindead va rebre una resposta positiva per part de la crítica cinematogràfica. La pel·lícula té un 86% de comentaris «frescos» -basat en un total de 21 crítiques- en el lloc web Rotten Tomatoes, mentre que a Metacritic va rebre una mitjana de 54/100. David Stratton de la revista Variety es va referir a ella com «una de les comèdies de terror més sagnants mai realitzades». Per la seva banda, Owen Gleiberman de Entertainment Weekly va escriure: «Una pel·lícula en la qual els personatges humans són avorrits, però les extremitats, ulls, i -especialment- tractes intestinals tenen una exuberant vida pròpia». Stephen Holden del The New York Times va sostenir que la pel·lícula «no feia por ni causava repulsió. Tampoc és divertida. Tan bon punt acaba, el bany de sang de mitja hora que serveix com a clímax per a la pel·lícula s'ha convertit en un tedi interminable».
Malgrat l'alta presència de gore, alguns crítics de cinema han vist en la pel·lícula diversos tipus de missatges. Segons paraules dels escriptors Geoff Mayer i Keith Beattie: «[Braindead és] una sàtira de la reprimida classe mitjana suburbana neozelandesa dels anys 50, i un psicodrama de la relació d'un fill amb la seva mare». La sàtira a la vida a Nova Zelanda va ser també esmentada per Andrew Jonhston del  New York Times. Segons Peter Jackson, la idea de satiritzar la societat neozelandesa va ser proposada pel guionista Stephen Sinclair
El 2005, la revista britànica Total Film la va situar en el lloc número 45 de les millors pel·lícules de terror. Dos anys més tard, la revista Time la va triar com una de les 25 millors pel·lícules de terror de la història.

## Al voltant de la pel·lícula
- Es van utilitzar 300 litres de sang falsa per fer l'escena de la talladora de gespa.
- Al principi de la pel·lícula es veuen uns investigadors que estan a la "Illa Calavera", el mateix nom de l'illa de King Kong, pel·lícula que dirigiria Peter Jackson anys més tard.